# Малокалмашинское (сельское поселение)
Малокалмашинское — упразднённое муниципальное образование со статусом сельского поселения в Каракулинском районе Удмуртии Российской Федерации.
Административный центр — деревня Малые Калмаши.
Законом от 27 мая 2021 года № 54-РЗ к 10 июня 2021 года упразднено в связи с преобразованием муниципального района в муниципальный округ.

## История
Статус и границы сельского поселения установлены Законом Удмуртской Республики от 23.11.2004 N 69-РЗ «Об установлении границ муниципальных образований и наделении соответствующим статусом муниципальных образований на территории Каракулинского района Удмуртской Республики».

## Население
| 2010 | 2012 | 2013 | 2014 | 2015 | 2016 | 2017 |
| ---- | ---- | ---- | ---- | ---- | ---- | ---- |
| 749  | ↘720 | ↘713 | ↘685 | ↘670 | ↘656 | ↘629 |
| 2018 | 2019 | 2020 |      |      |      |      |
| ↘619 | ↘593 | ↘573 |      |      |      |      |

## Состав сельского поселения
| № | Населённый пункт | Тип населённого пункта          | Население |
| - | ---------------- | ------------------------------- | --------- |
| 1 | Малые Калмаши    | деревня, административный центр | ↘704      |
| 2 | Поповка          | деревня                         | →16       |